# 黎明のラヴェンデュラ
『黎明のラヴェンデュラ』（れいめいのラヴェンデュラ）は、2005年6月3日にスペースプロジェクトのNOAブランドより発売された18禁ドラマティックSFアドベンチャーである。

## 解説
本作は宇宙を舞台に、訓練船ラヴェンデュラ号に搭乗する訓練生とその引率教官の恋愛を描いたスラップスティック・ロマンティック・コメディである。
本作に登場する巨大ロボット等のデザインは、テレビアニメ等のメカデザインである石垣純哉が手掛けており、ロボットアニメのようなストーリー展開を特徴とするが、メインはヒロインである訓練生たちとの恋愛である。

## ストーリー
人類が宇宙に進出し、深宇宙に迄手を伸ばした未来。主人公のケイン大尉は、AMP（アンプ）と呼ばれる戦闘人型ロボットの敏腕なエースパイロットだったが、ある事件以降から軍のお荷物扱いされるようになり、今や酒浸りの日々を送っている。ある日、彼は、AMPのパイロットの訓練の教官職という事実上の左遷命令を受け、仕方なく受諾する。
そして、ケイン大尉と訓練生たちを乗せた練習艦ラヴェンデュラ号は宇宙空間へと飛び立った。

## 登場キャラクター
ケイン・ビュイック
声優：無し
主人公。統合宇宙機構の防衛軍に在籍しており、攻性機動兵装AMP（アンプ）のパイロット。階級は大尉。元々は軍のエースパイロットだったが、軍上層部からの命令で、AMPの訓練艦ラヴェンデュラの艦長に任命された。
旧式の機体「FA-A7グランゼック」を愛用しており、ラティアが持参して来た新型機「FA-S1ライトニングエンジェル」の受領の計らいを頑なに拒否した。
エイダ・スコフィールド
声優：静野百香
AMPスクールの訓練生。AMPの訓練を受ける為に、訓練艦ラヴェンデュラ号に搭乗する。訓練生という立場にもかかわらず機械いじりが苦手だが、AMPへの関心が強い。また、料理を得意としており、ケインにデコレートしたプリンを振る舞った。
灯りを全て落とした訓練用のプールに全裸で入っているところをケインに見られたことがある。極度の方向音痴だが、本人は至って真面目。姉がいるらしい。
ラティア・シェルドン
声優：令泉院桜子
AMPスクールの訓練生にして、大手財閥のシェルドンカンパニーの社長令嬢。おっとりとした性格で、ブルジョワジーに有りがちな嫌味な態度が見受けられない。
シェルドンカンパニーは今回の訓練におけるスポンサーという立場にあり、ラヴェンデュラ号と最新型のAMP「FA-S1ライトニングエンジェル」はシェルドンカンパニーのものである。また、ラヴェンデュラ号の内装には彼女の趣味も反映されている。
ウィンクル・ヘイル
声優：芹園みや
AMPスクールの訓練生。常に冷静沈着な性格をしており、訓練生でありながら、ラヴェンデュラ号の副艦長に任命された。
食事の速度が速く、その際もマナーをキチンと守っている。
デューノ
声優：小田真ゆみ
AMPスクールの訓練生だが、オペレーター志望であり、AMPには搭乗しない。訓練生の中では肩書が多いが、士官候補生ではなく、デューノがフェルプと呼ばれる超人的な能力を持つ種族であることに由来している。
普段は尻尾の生えた人間の少女の姿をしているが、本来はプライム形態と呼ばれるぬいぐるみに似た小動物の姿をしている。寝ている間に、少女の姿からプライム形態に戻るのは、子供がおねしょをする時と同じ位恥ずかしい事であるという。また、フェルプには不定期な発情期があり、発情時はケインに性的なおねだりをしてくることがある。
リュナ・クリストフ
声優：白崎愛
ラヴェンデュラに密航していた。褐色の肌を持った少女。 浮世離れした言動と、トラン・ヌーという場所へ行きたいという思いが強いため、ケインを困らせている。
ミランダ・ガーンズバック
声優：鴬谷香穂
統合宇宙機構軍の少佐で、第7艦隊護衛戦隊の小隊長でもある。AMPのエースパイロットで、元々はケインと恋仲だった。
リヒャルト・B・デイド
声優：巌賢造
統合宇宙機構軍の大将で、第7艦隊の提督を務める。

## AMP
AMP（アンプ）とは、Agressive Mobile Panoply（アグレシブ・モビール・パナプリー）の略である。
黎明期は、リベラル軍の機動兵器とは違い、集団戦を前提として開発されていたが、技術は進歩によって単機でも敵機を圧倒する等の充分と言えるほどの性能を発揮するまでに至った。
機体はパイロットの動きをフィードバックして挙動するが、同時に機体の挙動がパイロットにもフィードバックされる為、黎明期ではパイロットには強靭な肉体を持つ者にしかなれなかったが、技術の進歩によって女性や子供がパイロットとして搭乗することが可能となった。
FA-A7グランゼック
主人公ケインが搭乗する機体。10年以上も前から生産ラインに乗った旧型機でもあり、完全にハードウェア面とソフトウェア面との両立が為された名機でもある。
量産機のため、ケイン専用の機体というわけではなく、ケイン機等一部機体は、コクピットがリキッド・コンパートメント・コクピットと呼ばれる特殊な物に換装されている。もちろん、このコクピットでもリキッド無しでの運用が可能。
ケインだけではなく、機構軍やリベラル軍も運用しており、それぞれカラーリングが異なる。この機体は両軍の主力と言っても過言ではない。なぜ敵対している両軍共にこの機体を運用しているのかは不明である。
FA-S1ライトニングエンジェル
最新型のAMP。性能はFA-A7グランゼックを上回るが、FA-A7グランゼックに愛着を持っているケインは、FA-A7グランゼックの性能の低さを自分の腕でカバーするためか、彼は乗りたがらない。FA-A7グランゼックの設計とは根本的に異なる。
操縦システムは、リキッドスフィア・コックピットと呼ばれる、特殊な溶液をコクピット内に注入し、これによって操作性を高めている。この液体には、リキバイトの効果があるので、息をしなくても窒息はしない。また、コクピット周りはキャノピーになっている。
頭部には、MEWDT（ミューディーテー Multipurpose Electoronic Warfare Double Tentacles/多目的電子戦用二条触手）と呼ばれる物が搭載されており、電子戦の他、機体のバランスを保ったり、細かな作業を行ったりする事が可能。
機体のカラーリングは、エイダ機は白、ラティア機はピンク、ウィンクル機はオレンジイエローである。また、黒いカラーリングの同型機も確認されており、コクピットのキャノピーの色が他の3機の緑色と異なるブラウン系統である。

## スタッフ
- キャラクターデザイン:えもりん
- メカニックデザイン:石垣純哉
- 原画:えもりん、他
- シナリオ:LONE GUY
- OP：君がいるから
作詞：林陽花
作編曲：ms-jacky
歌:UR@N
- ED：Precious angeric…
作詞：Duca
作編曲：安瀬聖
歌：UR@N